# Церква Успіння Пресвятої Богородиці (Дубівці)
Церква Успіння Пресвятої Богородиці — чинна дерев'яна церква з дзвіницею в селі Дубівці Кіцманського району Чернівецької області, яке розташоване на лівому березі річки Прут.

## Архітектура
Церква Успіння Пресвятої Богородиці — один з найбільш ранніх зразків буковинського варіанту тридільного одноверхого храму, будівництво якого частина авторів пов'язує навіть з XVII ст. Цей храм тризрубний, але на відміну від церков «хатнього» типу вони мають купол над центральним зрубом. Успенська церква в Дубівцях є типовим зразком церков такого типу. Єдина відмінність рубленого перекриття Успенської церкви від аналогічних конструкцій у буковинських храмах хатнього типу полягає в помітному збільшенні його висоти та посиленні вертикалізму пропорцій усіх без винятку елементів. Нава ширша за вівтар і бабинець, освітлена з обох боків двома подвійними прямокутними вікнами. Верх над навою має два заломи: нижній — чотиригранний, верхній — восьмигранний шатровий з декоративною главкою. Стіни церкви оточені широким опасанням, яке спирається на високі фігурні консолі, що утворюють випуски колод з першого нижнього вінця.
До комплексу церкви Успіння Пресвятої Богородиці входить дерев'яна двоярусна квадратна в плані дзвіниця, розташована на захід від церкви. Точна дата її спорудження у джерелах не зазначена, проте аналіз архітектурно-художніх, пропорційних та конструктивних особливостей дає змогу стверджувати, що її зведено водночас із храмом. Будівля належить до традиційного в Україні типу двоярусної дерев'яної дзвіниці, 1 -й ярус якої становить квадратний у плані зруб, а 2-й — ажурна аркада-галерея з невисоким чотирисхилим наметом у завершенні.

## Історія
Церкву датують 1775 роком, а вже у 1782 році вона була перебудована, про що свідчить надпис над дверима в бабинці. Вона розташована в центрі села і є його домінантою. За місцевою легендою церква була перевезена у Дубівці з сусіднього правобережного села Глиниця.